# Guernanville
Guernanville é uma comuna francesa na região administrativa da Normandia, no departamento de Eure. Estende-se por uma área de 3,18 km². Em 2010 a comuna tinha 90 habitantes (densidade: 28,3 hab./km²).